# Yupia
Yupia (Hindi युपिआ) ist ein Ort im indischen Bundesstaat Arunachal Pradesh. Er ist Sitz der Verwaltung des Distrikts Papum Pare, obwohl Städte wie Itanagar oder Naharlagun deutlich größer sind und in der Nähe von Yupia liegen.

## Lage
Der Ort liegt 4 Kilometer nordöstlich von Naharlagun und 11 Kilometer nordöstlich von Itanagar.  Der Bahnhof Naharlagun befindet sich unmittelbar südlich von Yupia. Einen Großteil des Ortes macht das Verwaltungsviertel aus: Entlang einer breiten Straße liegen Amtsgericht, Verwaltungsgebäude des Distrikts, Polizeistation und das National Institute of Technology, Arunachal Pradesh. Es herrscht feuchtes subtropisches Klima.

## Bevölkerung
Nach einer Schätzung von 2010 leben 809 Menschen in Yupia; 2001 waren es noch 721 Personen, wovon 394 Männer und 327 Frauen waren. Die größten Bevölkerungsgruppen sind die Nyishi und Karbi.